# Берегись автомобиля! (игра)
«Берегись автомобиля!» — компьютерная игра в жанре гонок, разработанная и изданная компанией «Амбер» в 1998 году.

## Геймплей
Игра представляет собой аркадные гонки. Игрок может выбрать один из автомобилей российского производства и соревноваться в заезде против машин сделанных в других странах мира. Можно также выбирать карту (Лес, Село, Курорт, Обрыв, Альпы, Техно и т. д.) и подстраивать некоторые геймплейные аспекты под себя (например: количество заездов).
В игре присутствуют сотрудники ГАИ, которые могут остановить игрока. Присутствует возможность стрелять по соперникам ракетами. На дорогах можно встретить пешеходов, которых можно сбить во время езды.

## Релиз
Выход игры состоялся 26 июня 1998 года. Игра стала первой российской игрой в жанре симулятора автогонок, кроме территории РФ продажи не производились.
Игра была выпущена под DOS и нацеливалась в основном на эту платформу

## Критика
Игра получила негативные отзывы критиков. AG.ru критиковала игру за графику, выпуск на DOS, а не на Windows; плохую физику автомобилей. Впоследствии и сами разработчики признали, что игра получилась «ниже среднего».